# Veneto Strade
Veneto Strade es una sociedad participada italiana de capital mixto público y privado que tiene como fin la gestión de carreteras regionales y autopistas estatales. Además, gestiona estaciones de servicio o párkings de la Región del Véneto. Su sede social está en Venecia.

## Socios
El capital social es de 5.163.200,00 euros divididos entre los socios de la siguiente manera:
- 30% Región Véneto
- 7,14% Provincia de Belluno
- 7,14% Provincia de Padua
- 7,14% Provincia de Rovigo
- 7,14% Provincia de Treviso
- 7,14% Provincia de Venecia
- 7,14% Provincia de Verona
- 7,14% Provincia de Vicenza
- 5% Sociedad de las Autopistas Serenissima S.p.A.
- 5% Autopistas para Italia
- 5% Autovie Venete
- 5% A4 Holding S.p.A.

Datos de fecha 23 de enero de 2016.

## Galería

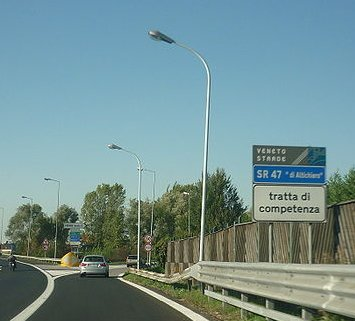
Arranque de la SR47 de Altichiero, gestionada por Veneto Strade
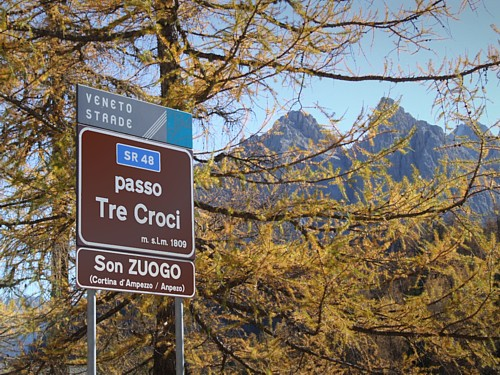
Paso de Tres Cruces, en la SR48, gestionada por Veneto Strade